# めぐり逢う大地
『めぐり逢う大地』（めぐりあうだいち、原題: The Claim）は、イギリス、フランス、カナダ、アメリカの映画作品。

## キャスト
| 役名               | 俳優                         | 日本語吹替 |
| ------------------ | ---------------------------- | ---------- |
| ダルグリッシュ     | ウェス・ベントレー           | 川島得愛   |
| ルシア             | ミラ・ジョヴォヴィッチ       | 本田貴子   |
| エレーナ           | ナスターシャ・キンスキー     | 勝生真沙子 |
| ダニエル・ディロン | ピーター・ミュラン           | 池田勝     |
| ホープ             | サラ・ポーリー               | 小林沙苗   |
| アニー             | シャーリー・ヘンダーソン     | 高田由美   |
| ベリンジャー       | ジュリアン・リッチングス     | 小室正幸   |
| スイートリー       | ショーン・マッギンレイ       | 金尾哲夫   |
| ボニーン           | ケイト・ヘニング             | 野沢由香里 |
| スー               | マリー・ブラサード           | 橘U子      |
| バーン             | トム・マッカマス             | 秋元羊介   |
| 若きディロン       | バリー・ウォード             | 桐本琢也   |
| クロッカー         | ダンカン・フレイザー         | 北川勝博   |
| ブノア             | マーク・ホログン             | 坂口賢一   |
| サラ               | フィリッパ・ピーク           | 小池亜希子 |
| ディレイニー       | アーター・シアストコウスキー | 菅原淳一   |
| グライムズ         | ロイヤル・スプルール         | 河相智哉   |
| 売春婦#1           |                              | 村上あかね |
| 客#1               |                              | 藤井啓輔   |
| メアリー           |                              | 市川まゆ美 |